# Ampelisca byblisoides
Ampelisca byblisoides är en kräftdjursart. Ampelisca byblisoides ingår i släktet Ampelisca och familjen Ampeliscidae. Inga underarter finns listade i Catalogue of Life.